# All Ends
All Ends är en svensk metalgrupp från Göteborg som bildades 2003. Ursprungligen bildades gruppen som ett sidoprojekt av de två gitarristerna Jesper Strömblad och Björn Gelotte från In Flames. Dessa båda har aldrig själva varit medlemmar i bandet men skriver en stor del av text och musik för bandet. Våren 2007 gav bandet ut sin första EP Wasting Life och ett det självbetitlade debutalbumet släpptes 7 november 2007. Under augusti och september turnerade bandet som förband åt Candlemass och i oktober med Apocalyptica.
På bandets webbplats tillkännagavs i mars 2009 att Emma Gelotte lämnar All Ends samt att ny sångerska är Jonna Sailon.

## Medlemmar
Nuvarande medlemmar
- Tinna Karlsdotter – sång
- Joseph "Joey" Skansås – trummor
- Peter "Texas" Mårdklint– gitarr
- Fredrik Johansson – gitarr
- Jonna Sailon – sång (2009– )
- Anders Janfalk – basgitarr

Tidigare medlemmar
- Michael Håkansson – basgitarr
- Emma Gelotte – sång (2003–2009)

Låtskrivare
- Jesper Strömblad (tidigare gitarr)
- Björn Gelotte (tidigare gitarr)

## Diskografi
Studioalbum
- 2007 – All Ends
- 2010 – A Road To Depression

EP
- 2007 – Wasting Life